# Stakčín
Stakčín (allemand : Staxin) est un village de Slovaquie situé dans la région de Prešov.

## Histoire
La découverte d'une hache en bronze bien conservée avec un manche et un manche, décoré de nervures, indique le peuplement de cette zone déjà à l'âge du bronze, c'est-à-dire au tournant des IIe et Ier millénaires av. J.-C. Il a été découvert au sud-est de Stakčín, près de la route menant à Ubla, lors des travaux d'excavation de la ligne électrique en 1964.
En 1317, Karol Róbert fit don de nombreux grands domaines territoriaux au noble Philip Drugeth. Parmi les dons figurait le village de Stakčín. La première mention dans l'acte de donation date de 1492.
Dans la seconde moitié du XIVe siècle, une importante population ruthène composée de šoltys a immigré à Stakčín et a progressivement acquis une domination totale sur le village. Le fils des šoltys locaux était membre d'un groupe de bandits et de criminels à partir de 1492. La première mention écrite du village de Stakčín date de 1492. Dans les archives de Bardejov se trouve une lettre dans laquelle les expéditeurs se déclaraient hostiles aux habitants de Bardejov pour l'exécution de leurs camarades. L'écrivain était une bande de voleurs (elle comptait 50 membres) dirigée par Fedor Hlavaty, originaire de Ruska Volová. Les premières données datent du 30 mars 1492, lorsqu'un groupe de voleurs a attaqué des propriétés près de Svidník. La liste comprend également le fils de Hric, Miha, de Stakčín.
Aux XVe et XVIe siècles, il y avait une église orthodoxe dans le village, il existe des témoignages écrits du XVIIe siècle. En 1567, les ménages valaques de Stakčín étaient imposés au roi à partir de 8,5 porta.
En 1600, 61 maisons étaient habitées ici, 1 à 2 maisons de šoltys, une maison de prêtre et une église. En 1612, il y avait un moulin à eau et une scierie à Stakčín. Dans les années 1641-1645, une épidémie de choléra se propage, qui réduit presque de moitié la population. En conséquence, les conditions sociales se sont détériorées et le banditisme s'est répandu. En 1657, les paysans refusèrent d'obéir au seigneur et le soulèvement paysan « Ruthenske » (Rusínske) éclata. En 1660, à Stakčín, une forêt de chênes était protégée par la loi, gérée par le manoir Hoston et la scierie Stakčín, qui fournissait les planches et les poutres pour le manoir Humen.
En 1703, les citoyens de Stakčín et des villages environnants rejoignirent le soulèvement de Rákoci parce qu'ils pensaient retrouver leurs anciens droits. En 1728, deux maisons à gibier sont mentionnées, qui servaient à la protection des forêts et étaient la propriété du manoir. En 1725, 1 locataire habitait le village. En 1772, une église gréco-catholique fut construite et en même temps un presbytère.
En 1806, le baron Johan Fröhlinch était propriétaire du domaine Stakčín. Dans les années 1812 – 1818, le prêtre gréco-catholique Vasiľ Duchnovič (père d'Alexandre V. Duchnovič) travaillait dans le village.
Depuis le 30 novembre 1909, Stakčín est la gare terminus du chemin de fer en provenance de Humenné via Snina (Ligne 196).
Le 7 octobre 1944, lors de la libération du village, une partie de celui-ci fut incendiée, 114 maisons furent entièrement détruites et 147 maisons furent gravement endommagées.
En 1957, l'église gréco-catholique de 1772 fut démolie, en raison de la liquidation de l'église gréco-catholique (après l'action P) par les communistes et de l'application violente de l'orthodoxie. En mars 1959, la construction d'une nouvelle école moderne est achevée. En 1994, la nouvelle église gréco-catholique de la Protection de la Bienheureuse Vierge Marie a été consacrée. Le temple a été construit sur les fondations originales du temple, qui ont été démolies dans les années 1950 après la liquidation de l'Église gréco-catholique.

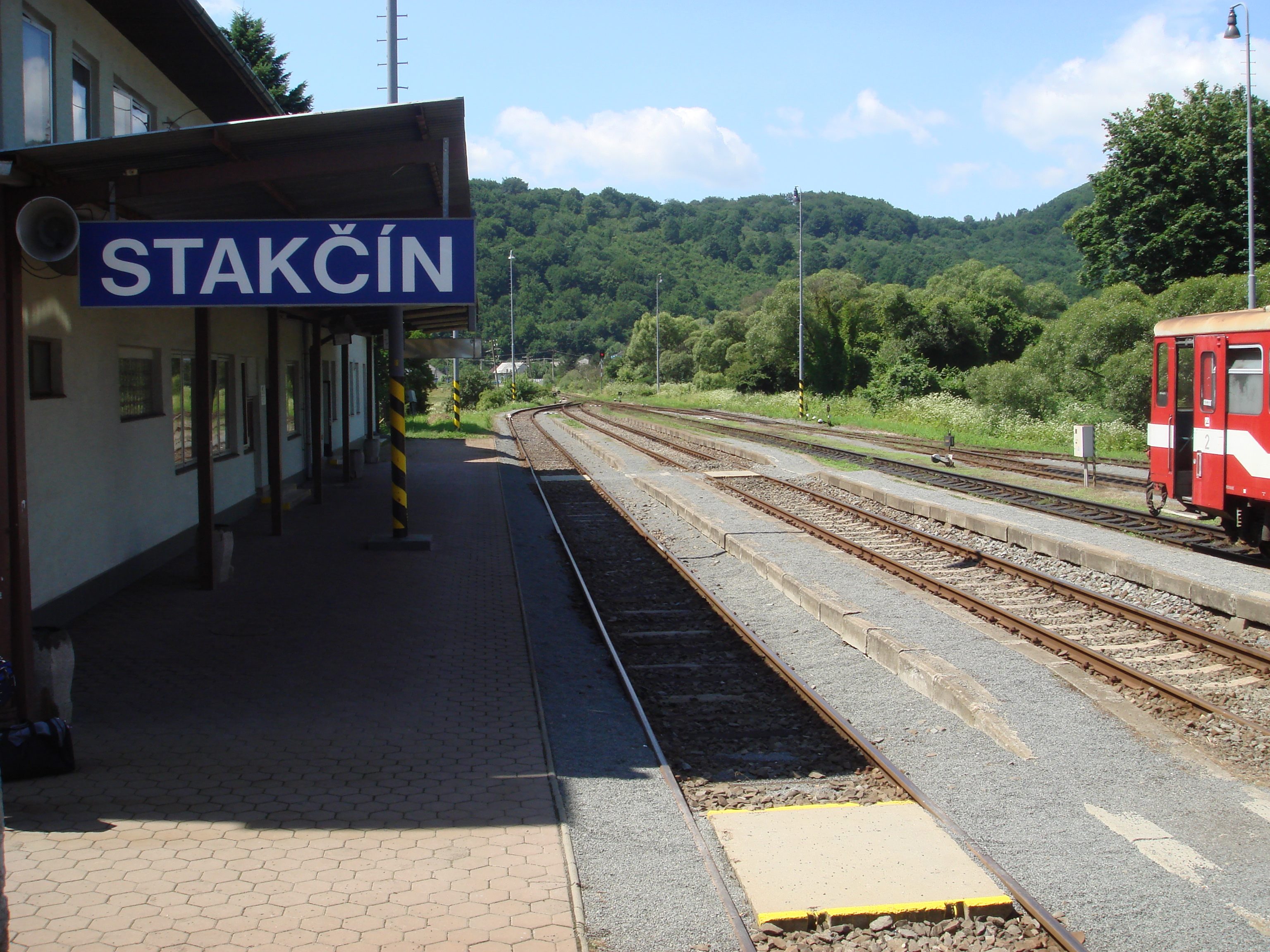
Gare de Stakčín

## Démographie

### Évolution de la population
| Année:               | 1994. | 2004.   | 2014.   | 2024.   |
| -------------------- | ----- | ------- | ------- | ------- |
| Nombre de personnes: | 2460  | 2345    | 2454    | 2351    |
| Différence:          |       | -4,67 % | +4,64 % | -4,19 % |

| Année:               | 2023. | 2024.   |
| -------------------- | ----- | ------- |
| Nombre de personnes: | 2350  | 2351    |
| Différence:          |       | +0,04 % |